# Praz-sur-Arly
Praz-sur-Arly è un comune francese di 1 397 abitanti situato nel dipartimento dell'Alta Savoia della regione dell'Alvernia-Rodano-Alpi.
Come si evince dal nome, il territorio comunale è bagnato dalle acque del fiume Arly.

## Società

### Evoluzione demografica
Abitanti censiti